# Wageningen
Wageningen és un municipi de la província de Gelderland, al centre-est dels Països Baixos. L'1 de gener del 2009 tenia 36.492 habitants repartits sobre una superfície de 32,35 km² (dels quals 1,88 km² corresponen a aigua). Limita al nord amb Ede, a l'oest amb Rhenen (U), a l'est amb Renkum i al sud amb Neder-Betuwe i Overbetuwe.

## Administració
El consistori consta de 25 membres, compost per:
- Partit del Treball, (PvdA) 6 regidors
- GroenLinks, 4 regidors
- Crida Demòcrata Cristiana, (CDA) 3 regidors
- Partit Popular per la Llibertat i la Democràcia, (VVD) 3 regidors
- Stadspartij Wageningen, 4 regidors
- Partit Socialista, 2 regidors
- Demòcrates 66, 2 regidor
- ChristenUnie, 1 regidor

## Galeria d'imatges

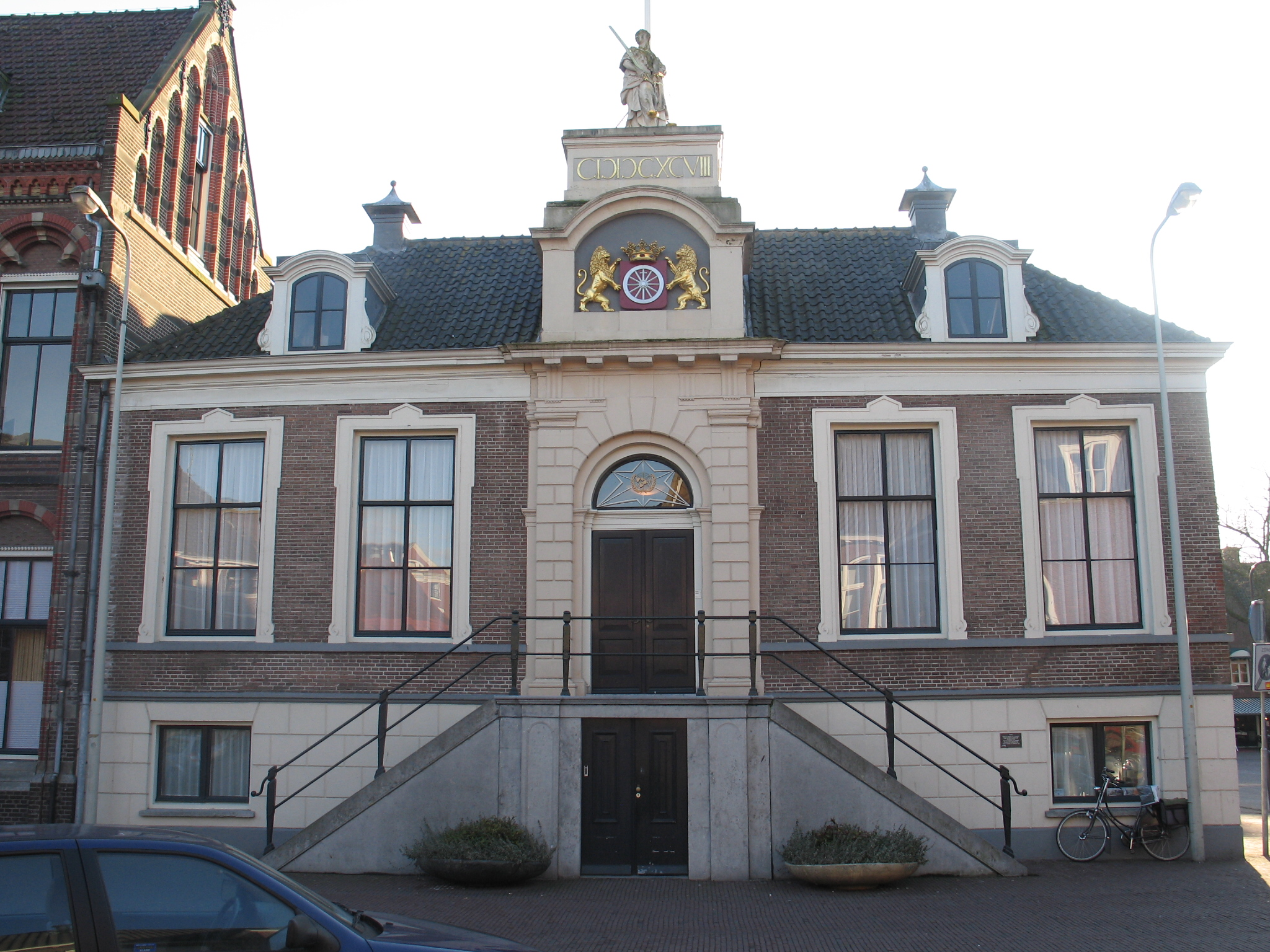
Ajuntament
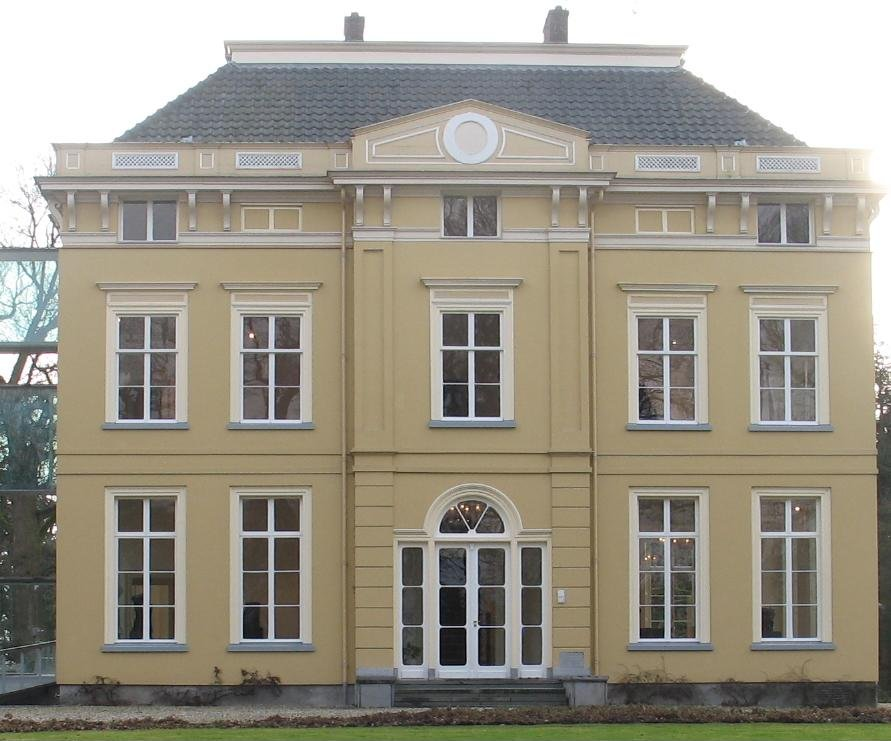
Casa Hinkeloord
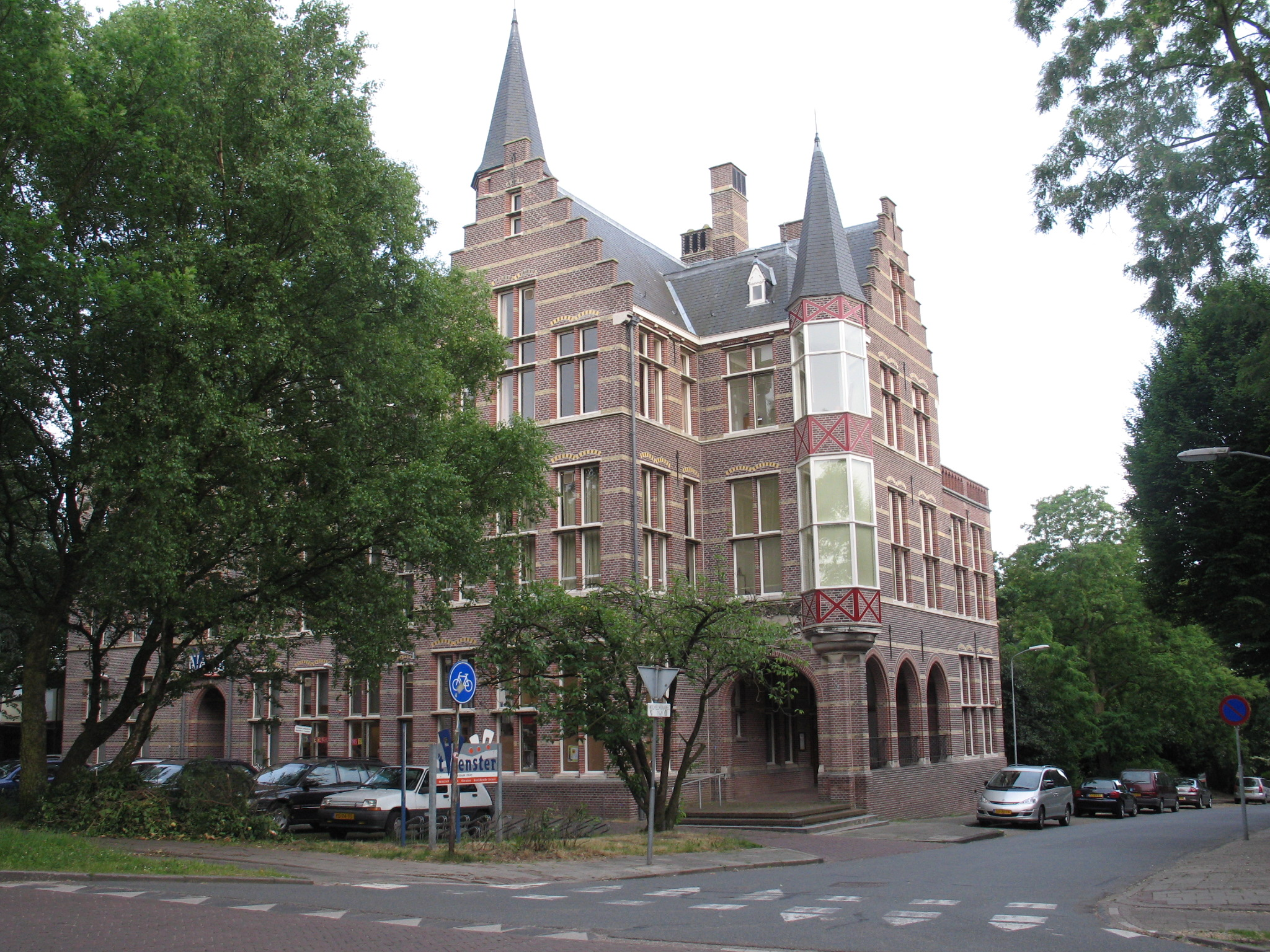
't Venster